# سده پانزدهم میلادی
سده ۱۵ میلادی یا قرن پانزدهم (میلادی) در تقویم گریگوری به فاصله سالهای ۱۴۰۱ تا ۱۵۰۰ میلادی گفته می‌شود. اختراع چاپ با حروف متحرک که موجب سرعت و کثرت انتشار کتاب شد و نیز اکتشاف قاره آمریکا در اواخر این دوره از مهم‌ترین اتفاقات این قرن بودند. در ایران این دوره مصادف با حکومت تیموریان در سده‌های هشتم و نهم قمری بود.

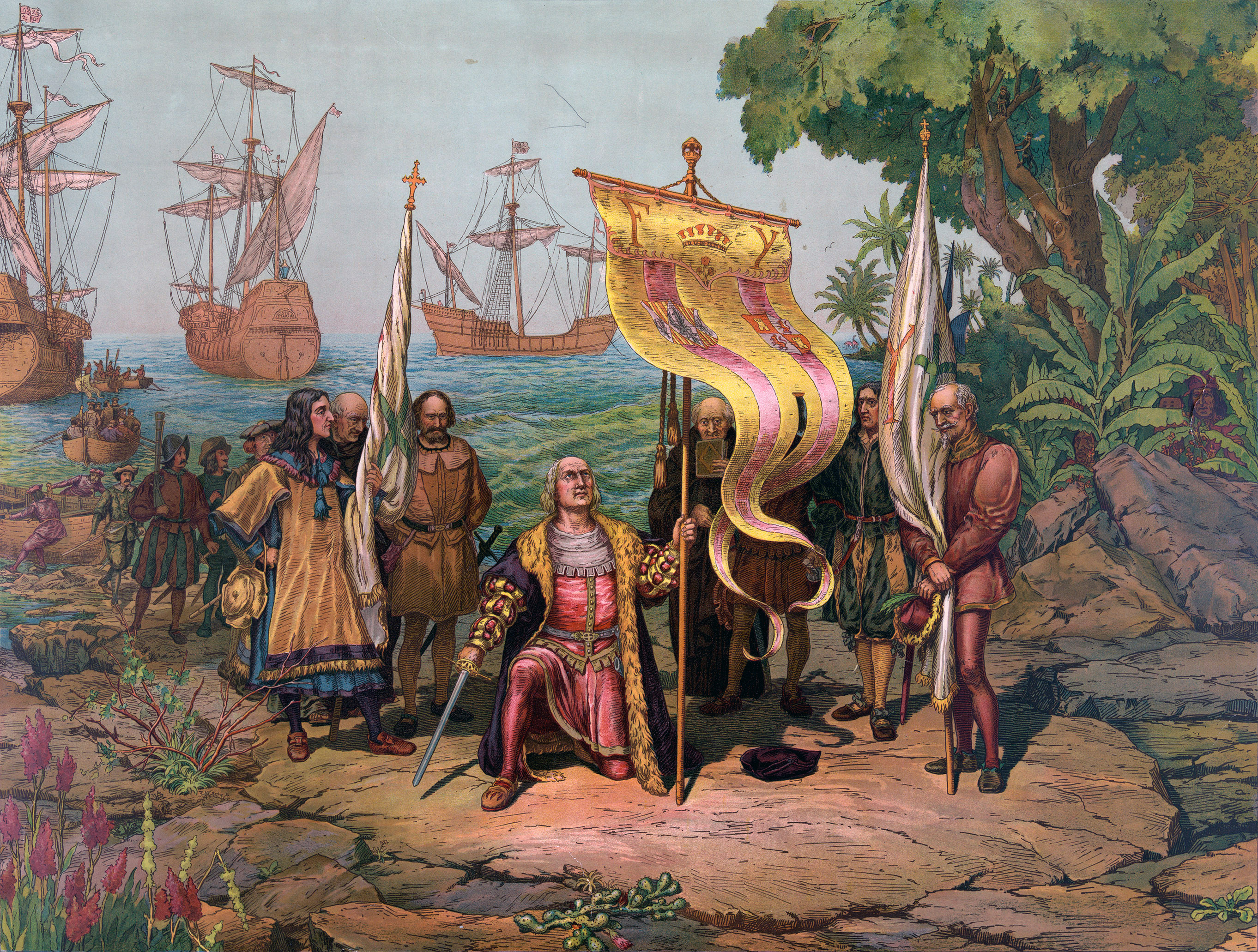
کریستف کلمب به قاره جدید پای می‌نهد

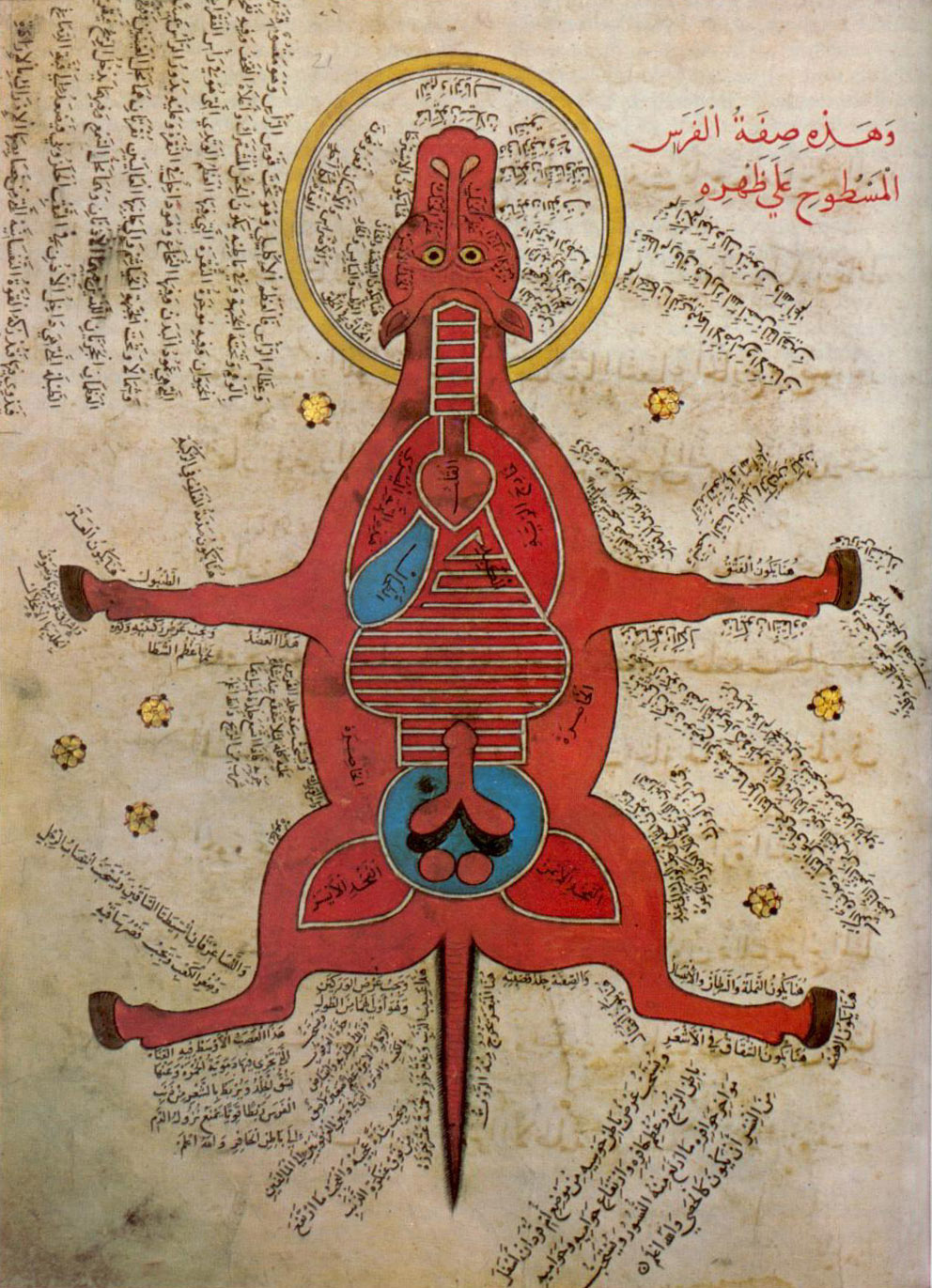
کالبدشناسی اسب حدود یک قرن پس از دوران طلایی اسلام. سده ۱۵ (میلادی). این تصویر یک سند مصری است که در کتابخانه دانشگاه استانبول نگهداری می‌گردد.

| سده‌ها: | سده ۱۴ - سده ۱۵ - سده ۱۶                          |
| دهه‌ها: | ۱۴۰۰ ۱۴۱۰ ۱۴۲۰ ۱۴۳۰ ۱۴۴۰ ۱۴۵۰ ۱۴۶۰ ۱۴۷۰ ۱۴۸۰ ۱۴۹۰ |

## رویدادها

### دههٔ ۱۴۰۰
- ۱۴۰۱ تیمور لنگ بغداد را فتح کرد.
- ۱۴۰۲ پیروزی تیموریان بر عثمانی‌ها در نبرد آنکارا.
- ۱۴۰۲ اشغال جزایر قناری توسط نیروهای اسپانیا.
- ۱۴۰۳ پکن پایتخت چین شد.

### دههٔ ۱۴۳۰
شروع جنگ‌های ۱۰۰ ساله (۱۴۳۷)

### دههٔ ۱۴۴۰
- ۱۴۴۰ به قدرت رسیدن آزتکها

### دههٔ ۱۴۵۰
-۱۴۵۳فتح قسطنطنیه توسط سپاه عثمانی آغاز دوران رنسانس

### دههٔ ۱۴۹۰
- ۱۴۹۲ اعلام سرزمینهای دنیای جدید (قاره آمریکا) به عنوان یکی از مستعمرات اسپانیا.
- ۱۴۹۷ سفر دریایی واسکو دو گاما به هندوستان.

## شخصیت‌ها
- سلطان محمد فاتح قسطنطنیه
- هنری پنجم شاه انگلستان.
- تیمور لنگ
- کریستف کلمب
- لئوناردو دا وینچی
- واسکو دو گاما
- گوتنبرگ

## نوآوریها
- به‌کارگیری حروف چاپی متحرک (چاپ با حروف سربی).
- اختراع ماشین چاپ توسط گوتنبرگ.
- کشف قاره آمریکا توسط کریستف کلمب.

## نگارخانه

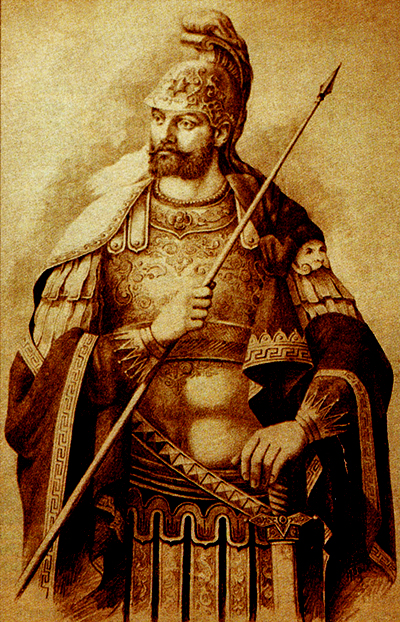
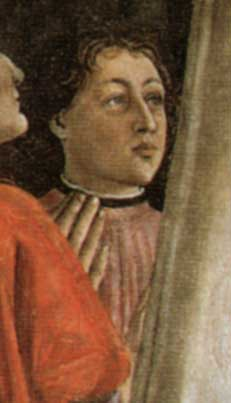

## دهه‌ها و سال‌ها
‎